# Cylloceria rubrica
Cylloceria rubrica là một loài tò vò trong họ Ichneumonidae.